# حمد خليفة
حمد خليفة علي الصقر مغني كويتي سابق من مواليد 1929 من حي القبلة في مدينة الكويت وتوفي في 18 يوليو 2018.

## عن حياته
ولد حمد خليفة علي الصقر في الكويت عام 1929 في فريج المواش القبلة يعتبر أحد رواد الفن الكويتي وأبرز المطربين الشعبيين الذين ساهموا في مسيرة الحركة الغنائية الكويتية، وتميز في مسيرته الفنية بتقديم الصوت الكويتي القديم الأصيل، وغنى الأغنية الشعبية كما أنه من مؤسسي جمعية الفنانين الكويتيين، حيث إنه اعتمد على نفسه فوصل إلى القمة مع نجوم ورواد الأغنية الكويتية.

## اسطواناته
سجل أول أسطواناته عام 1949 في البحرين لحساب طه صبري صاحب محل (أسطوانات طه)، وجاءت الأولى بعنوان (قال منهو تولع) والثانية لأغنية (يا حبيب الروح) ثم سجل أسطوانتين لإبراهيم تقي صاحب محل أسطوانات في البحرين، مقابل 150 روبية تقريبا وفي عام 1954 سجل اسطوانات لحساب شركة بوزيد فون في الكويت ، وغنى في أول إذاعة في (زنجبار) خلال إحدى سفراته البحرية القديمة عندما كان يعمل مطربا في سفن خشبية وكانت المرة الأولى التي يقف فيها وراء الميكروفون وكان يرافقه على إيقاع مرواس ماجد بن عوض أحد أقارب الفنان عوض دوخي وعلي الجداوي، وقبل أن تظهر إذاعة الكويت كانت هناك إذاعة (شيرين) الخاصة فغنى فيها بعض الأغاني والأصوات على الهواء مباشرة مع مجموعة من المطربين آنذاك من بينهم سعود الراشد وعوض دوخي وعبد الله الفضالة ومحمود الكويتي ، وعندما بدأت الإذاعة الكويتية بثها الرسمي سجل فيها اولى أغانيه (بالهوى قلبي تعلق) وهي عبارة عن كلمات دينية قديمة حولها حمد خليفة وطورها إلى أغنية من فن الصوت.

## اعتزاله
أنهى مسيرته الفنية في وقت مبكر ومفاجئ حيث أعلن اعتزاله الفن عام 1981، وتوفي عام 2018 في المستشفى الأميري بعد صراع مع المرض، وعوض عن غيابه في الساحة الغنائية بأن قدم ابنه الفنان المطرب صلاح حمد خليفة.